# Casa de Estudios para Artistas
La Casa de Estudios para Artistas es un particular edificio del barrio de Retiro, en la ciudad de Buenos Aires, Argentina. Fue proyectado especialmente con el fin de alquilar a diversos artistas, con el fin de instalar allí sus estudios, transformándose en un pequeño centro de relación.
Esta casa es un exponente de los principios del Grupo Austral, un conjunto de arquitectos que se unió siguiendo los conceptos de Le Corbusier. Se formó hacia 1937 y dio a conocer sus ideas en cuadernillos que salieron en la revista Nuestra Arquitectura a mediados de 1939. Es reconocido como el inicio de la verdadera vanguardia en la Argentina, ya que rompieron abruptamente con sus maestros y antecesores y alzaron banderas renovadoras en los campos artísticos, particularmente la arquitectura.

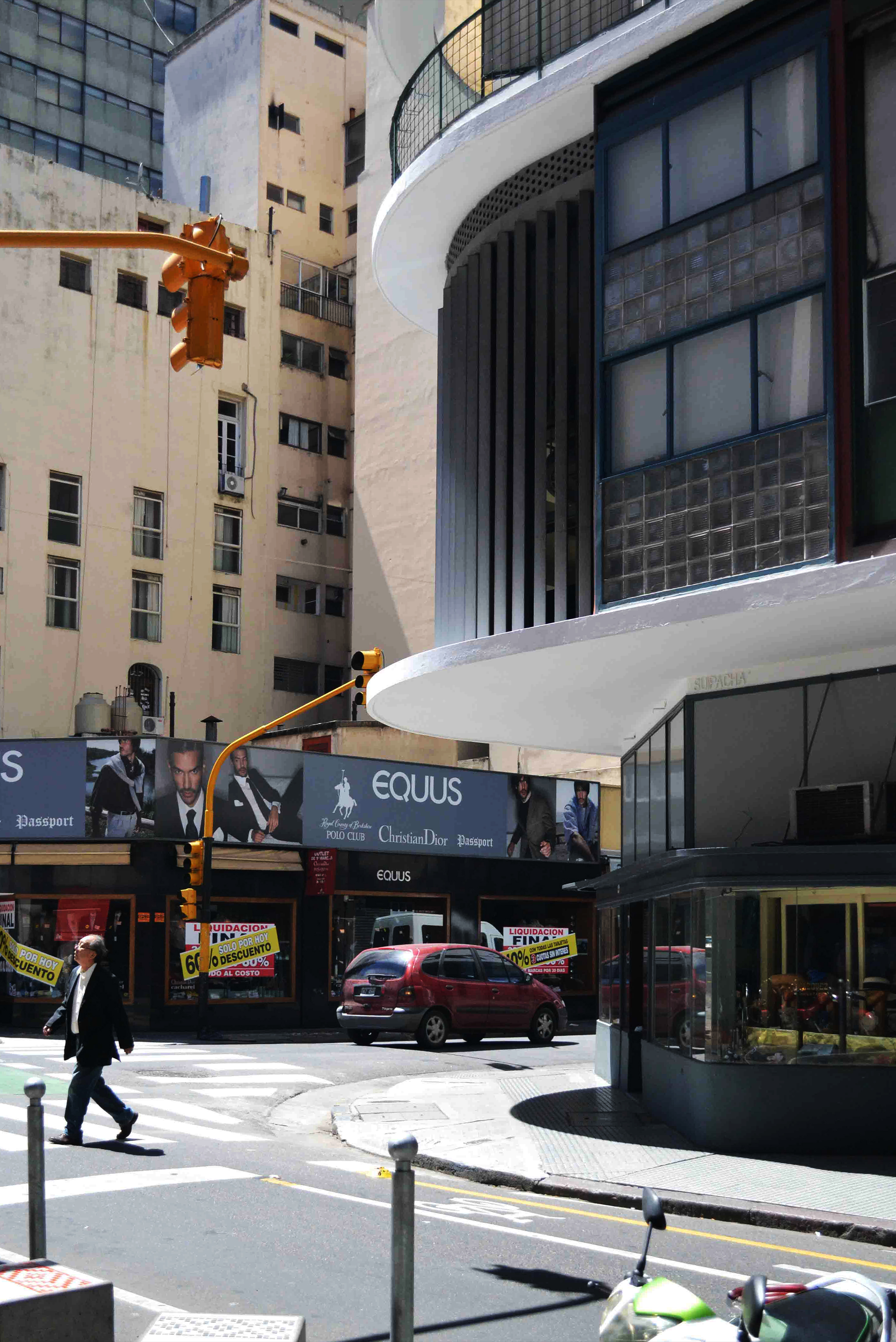
Vista de la ochava curva

Estuvo formado por personas como Jorge Ferrari Hardoy, Juan Kurchan, Antoni Bonet i Castellana e Itala Fulvia Villa (sus pioneros), Amancio Williams, Mario Roberto Álvarez, Horacio Vera Ramos, Abel López Chas, Samuel Oliver, José María Pastor, Simón Ungar y Federico Peralta Ramos, entre otros.
La Casa de Estudios para Artistas fue proyectada por los arquitectos Antoni Bonet i Castellana, Horacio Vera Ramos y Abel López Chas en 1938. Incluyó 4 locales comerciales en la planta baja y 7 departamentos distribuidos en 2 pisos, uno de ellos con un entrepiso pensado como ámbito de descanso. Además, la terraza fue pensada como ámbito de reuniones y dispersión. En la ochava del edificio, llama la atención el parasol con mecanismo eléctrico, hecho con láminas metálicas. En la fachada, se destaca el uso de ladrillos de vidrio para lograr la iluminación natural.
Como detalle de diseño, los miembros del Grupo Austral confeccionaron el sillón BKF especialmente para ser usado en los estudios de este edificio.
La Casa de Estudios para Artistas fue catalogada por la Legislatura porteña con nivel de protección estructural en el Código de Planeamiento Urbano de Buenos Aires, por ley 850 de la ciudad, el 8 de agosto de 2002. El 9 de abril de 2008, el Congreso de la Nación la declaró de Interés Histórico Arquitectónico Nacional.

## Materialidad

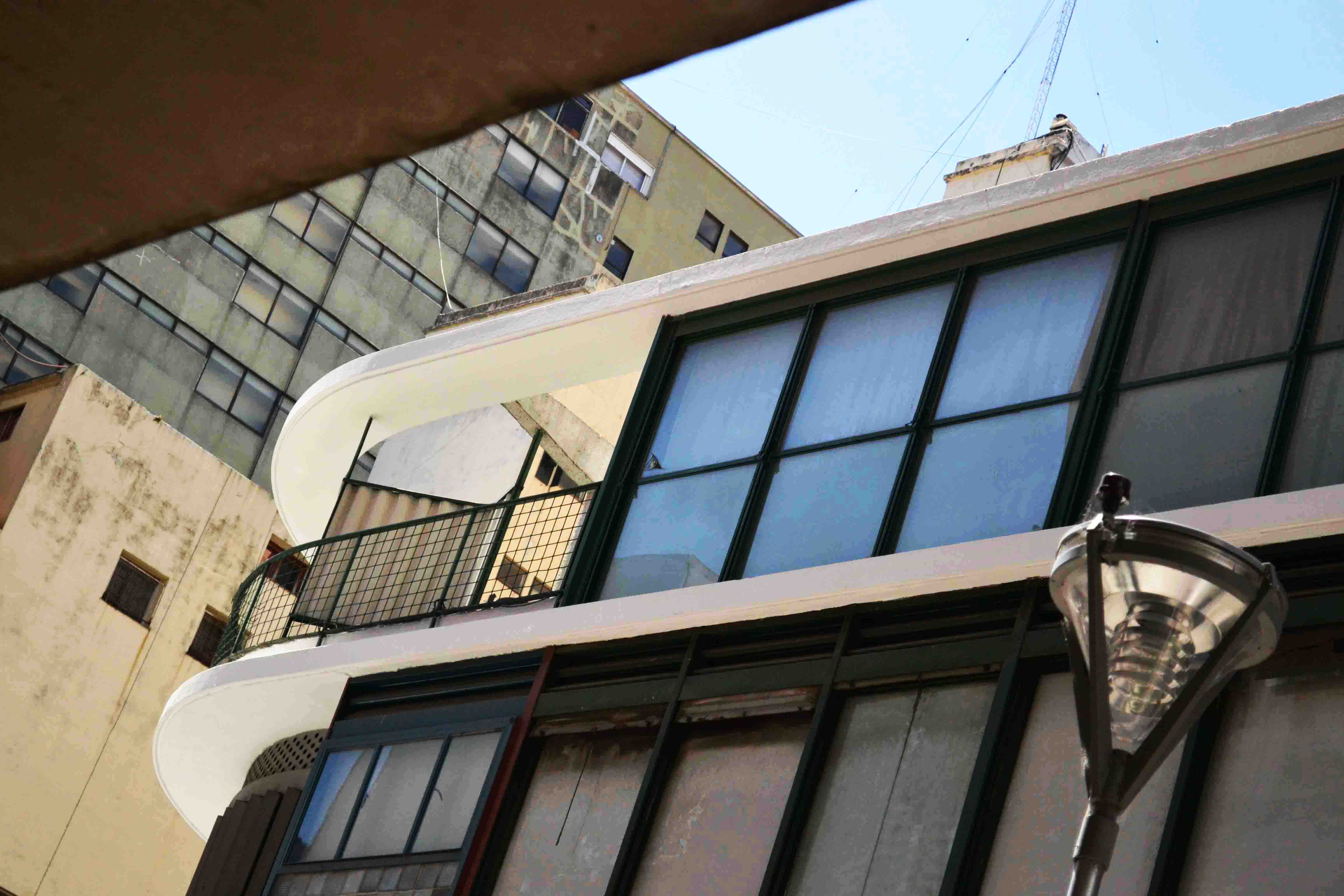
Detalle de los aventanamientos

La materialidad del edificio se vincula directamente con el período histórico en que transcurre. Las ideas giraban en torno a la industrialización y se pone en juego una preocupación acerca de la normalización de los elementos constructivos. Su estructura principal es de hormigón armado, pero lo interesante ocurre en su fachada. 

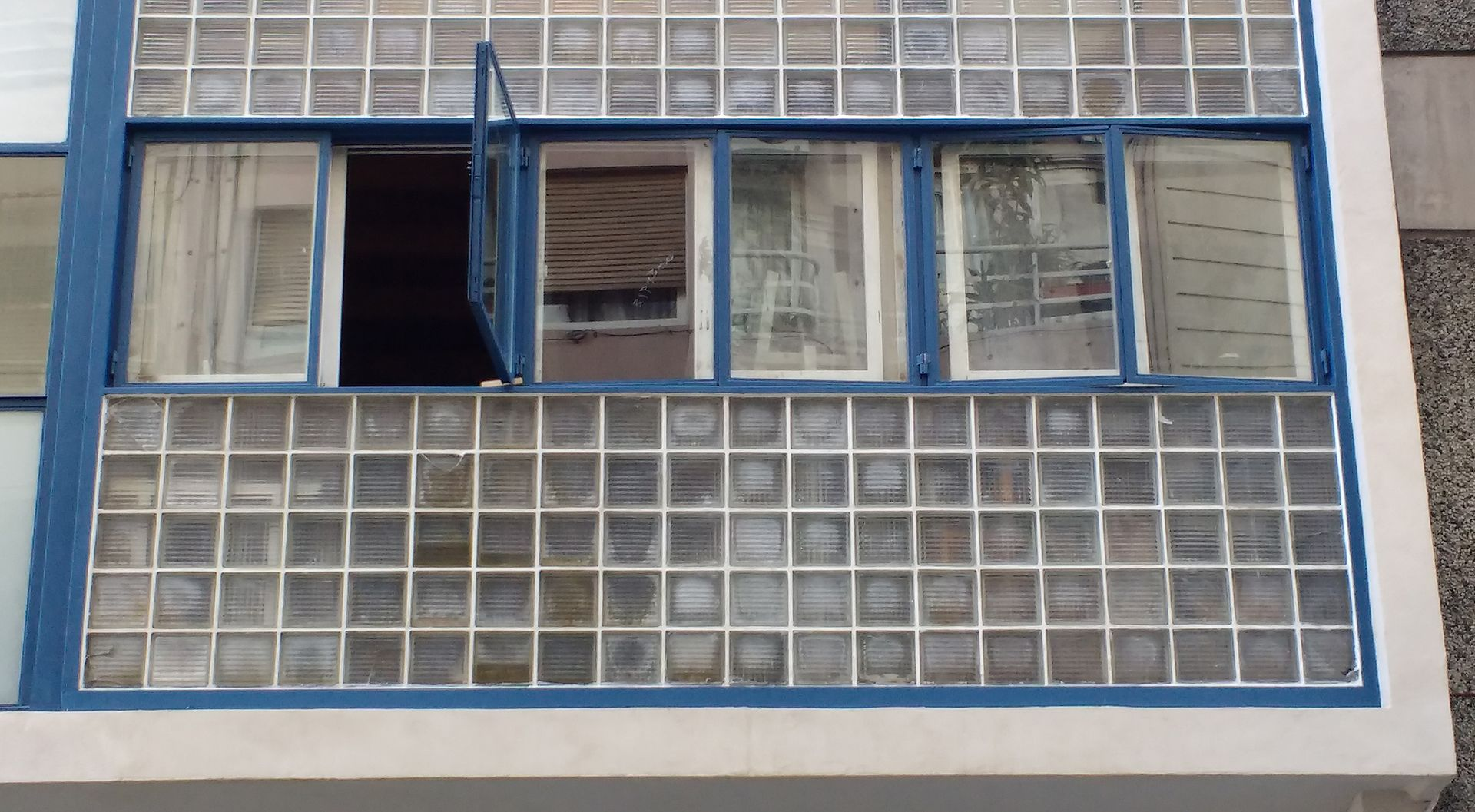
Combinación de materiales

La planta baja tiene locales comerciales ondulados que crean distintas sensaciones. Estos locales tiene un antepecho metálico con textura de vidrio para las vitrinas porque Bonet constantemente buscaba generar diferentes experiencias, sobre todo con los materiales. En los niveles superiores emplea tres tipos de aventanamientos con tres tipos de vidrios dependiendo de cuanta y qué tipo de iluminación necesitaba cada espacio. Así va combinando entre traslucidos, transparentes o en bloque con sistemas de ventanería fija, corrediza o abatibles. Personalizando así cada espacio por separado. 